# Pair-et-Grandrupt
Pair-et-Grandrupt è un comune francese di 562 abitanti situato nel dipartimento dei Vosgi nella regione del Grande Est.

## Società

### Evoluzione demografica
Abitanti censiti